# Hain Gáspár
Hain Gáspár (Kassa, 1632. február 17. – Lőcse, 1687) városbíró, krónikaíró.

## Élete
Hain Miklós, nürnbergi származású, Lőcse város tanácsosa s bírájának és Cramer Zsuzsánna fia. Szüleivel 1637. április 21-én Lőcsére költözött. 1652. július 3-tól a Wittenbergi Egyetem en tanult és 1658-tól a lőcsei gimnázium rektora, 1665-ben városi tanácsos. Ezen minőségben gyakran használták a város ügyeiben különféle küldetésekre, például 1666-ban I. Rákóczi Ferencnél volt Patakon, vele a várostól Rákóczi György által elfoglalt ház és szőlők miatt alkudozván; 1669-ben a felvidéki 13 vármegye és a szabad királyi városok gyűlésén Gosznoviczer Mátyás lőcsei bíróval képviselte a várost; 1670-ben a besztercebányai gyűlésre kellett volna mennie, de ebben betegsége gátolta meg; I. Rákóczi Ferenc fölkelésének elnyomására 1670. június 4-én erős német sereg vonult át a Szepességen; Lőcse hűségi nyilatkozatával és a főtiszteknek vitt ajándékokkal Hain küldetett Johann von Sporcknak lettensdorfi táborába. A protestánsok üldöztetése korában úgyszólván vezérszerepet játszott Hain; ezt ő maga beszéli el körülményesen krónikájában. 1674. január 8-án, majd 1675-ben és 1683-ban ismételten bíróvá választatott.
A Szepesség legnagyobb krónikájának írója az 1516-tól 1652-ig élt szepességi napló-írók sorát krónikája címlapján így írja le: Diese nachfolgende Zipserisch-Leutschauerische Chronica ist aus nachgesetzter Herren Anmerkungen und Diarija zusammengetragen worden, als: Dn. Conradi Sperfogels Notarii et Judicis Leutschoviensis, Johannis Henisch Notarii et Judicis Leutschoviensis, Kristophori Kohls Pastoris Durandi-Villensis, Caspari Cramers J. U. C. et Judicis Leutschoviensis, Petri Czak Aedilis et Senatoris Leutschoviensis, Martini Frölichs Senatoris Leutschoviensis, Nicolai Hain Judicis Leutschoviensis sowohl auch aus Gemeiner Stadt Leutschau Jahrbüchern und Verrechnungen. A jeles elődök művét folytatta Hain Miklósnak fia Gáspár. Krónikájának eredeti kézirata, mely az elveszett régi naplók tartalmát is magában foglalja, a lőcsei evangélikus egyházközség tulajdona. Ez a legterjedelmesebb lőcsei krónika, vagy, mint szerző maga helyesebben írja: Zipserische oder Leutschauerische Chronica und Zeitbeschreibung, mely 1684. december 25-ével végződik. (Ism. Századok 1882.)
Német gyászverset is írt Böhm Gáspár lőcsei lelkész emlékezetére, mely Zabeler, Tröstlicher und seeliger Abschied... Chr. Böhms (Lőcse, 1660.) c. munkában jelent meg.